# Осипьян, Юрий Андреевич
Ю́рий Андре́евич Осипья́н (15 февраля 1931, Москва — 10 сентября 2008, Москва) — советский и российский физик, академик АН СССР (1981), советник РАН, доктор физико-математических наук. Герой Социалистического Труда (1986).

## Биография
Родился в семье хозяйственного работника Андроника Яковлевича Осипьяна (1904—1969) и актрисы Московского камерного театра Бэллы Осиповны Пугач (1908—1988). В школьные и первые студенческие годы много внимания уделял занятиям физкультурой и спортом.
- В 1952 году Ю.А. Осипьян был кандидатом в сборную СССР по боксу[4].
- В 1955 году Ю. А. Осипьян окончил Московский институт стали и сплавов, а в 1957 году — Московский государственный университет им. М. В. Ломоносова.
- Вице-президент АН СССР (1988—1991), вице-президент РАН (1991—2001), председатель Совета директоров Ногинского научного центра РАН.
- Директор (с 2002 года научный руководитель) Института физики твёрдого тела РАН[5]
- Заведующий кафедрой физики твёрдого тела факультета общей и прикладной физики МФТИ (с 1964)[6]
- Заведующий кафедрой физики конденсированного состояния физического факультета МГУ им. М. В. Ломоносова
- Народный депутат СССР (1989—1991), член Президентского Совета СССР (1990).
- Декан физико-химического факультета МГУ им. М. В. Ломоносова (2006—2008)
- Президент Международного союза теоретической и прикладной физики (1990—1993)
- Был главным редактором журнала «Поверхность: физика, химия, механика», членом редколлегии журнала «Кристаллография», председателем редакционной коллегии библиотечки «Квант» (издательство «Наука») и главным редактором журнала «Квант»

Иностранный член Болгарской АН (1989).
В 1992 году подписал «Предупреждение человечеству».
Автор (совместно с Ириной Борисовной Савченко) научного открытия «Фотопластический эффект», которое занесено в Государственный реестр открытий СССР под № 93 с приоритетом от 21 декабря 1967 г. в следующей формулировке: «Установлено ранее неизвестное явление, заключающееся в изменении сопротивления пластической деформации кристаллов полупроводников под действием света, причём максимальное изменение происходит при длинах волн, соответствующих краю собственного поглощения кристаллов».
Супруга — кандидат физико-математических наук Людмила Николаевна Пронина (1937—2022). Дети: Ольга (род. 1958) — кандидат химических наук, предприниматель; Александр (род. 1960) — кандидат физико-математических наук, предприниматель; Сергей (род. 1966) — кинорежиссёр.
Юрий Осипьян скончался 10 сентября 2008 года. Похоронен на Макаровском кладбище.

## Награды
- Герой Социалистического Труда (1986)
- Орден «За заслуги перед Отечеством» II степени (1999)
- Орден Ленина (1981, 1986)
- Орден Трудового Красного Знамени (1971, 1975)
- Большая золотая медаль имени М. В. Ломоносова (27 января 2005) — за фундаментальный вклад в физику дислокаций в твёрдых телах и открытие фотопластического эффекта
- Золотая медаль РАН им. П. Н. Лебедева (1984) — за цикл работ «Исследование влияния света на пластическую деформацию кристаллов и открытие фотопластического эффекта»
- Кавалер ордена Симона Боливара (Колумбия, 1990)
- Орден Почётного легиона (Франция, 1990)
- Премия имени Карпинского (ФРГ, 1991)